# Young Lord Stanley
Young Lord Stanley er en amerikansk stumfilm fra 1910.